# Tomás Ribeiro

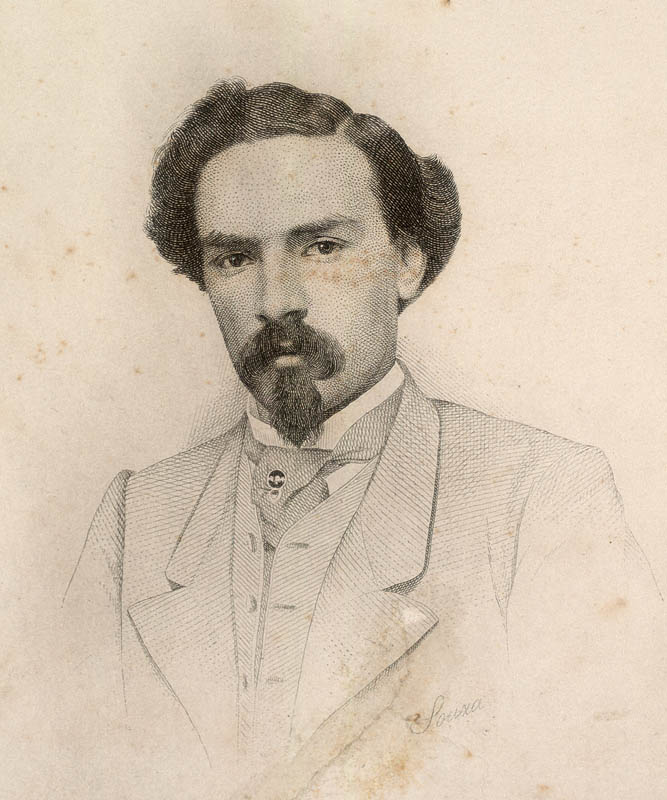
Tomás Ribeiro.

Tomás António Ribeiro Ferreira, född den 1 juli 1831 i Parada de Gonta, Beira Alta, död den 6 februari 1901 i Lissabon, var en portugisisk skald och statsman.
Ribeiro blev advokat och medlem av cortes, fick höga ämbeten och kallades 1878, efter en vistelse i Portugals indiska besittningar, till marinminister. Han blev därefter justitieminister och beklädde flera andra ministerposter. Ribeiro vann skalderykte bland annat genom den lyriska diktsamlingen Vesperas (1858), det fosterländska eposet Jayme (1861; 6:e upplagan 1880) och den berättande dikten A delfina do mal (1868; 2:a upplagan 1881). På prosa skrev han livliga reseskildringar med mera. 